# Зломник (фільм, 1987)
«Зломник» (рос. «Взломщик») — російський радянський художній фільм 1987 року, повнометражний дебют режисера Валерія Огородникова.

## Зміст
Семену лише 13 років. Він залишився без матері. Вся його родина – це п’яниця батько і старший брат Костя, одержимий рок-музикою. Вони живуть у тісній квартирці, у батька немає бажання і часу займатися синами. Та Семен і Костя підтримують один одного. Особливо, коли Костя потрапив у скрутну ситуацію.

## Ролі
- Костянтин Кінчев — Костя (озвучений Володимиром Осипчуком)
- Олег Єликомов — Семен
- Юрій Цапник — Юрій Вікторович, батько Кості і Семена
- Світлана Гайтан — подруга батька
- Поліна Петренко — Ангеліна
- Олег Гаркуша — Олег
- Петро Семак — Хохмач
- Михайло Парфьонов — керівник духового оркестру
- Олег Ковалов — епізод
- Андрій Панов — співмешканець Хохмача (в епізоді)
- Олексій Вишня — епізод (під час застілля)

## Знімальна група
- Автор сценарію: Валерій Прийомихов
- Режисер: Валерій Огородников
- Оператор: Валерій Миронов
- Композитор: Віктор Кісін
- Звукооператор - Аліакпер Гасан-заде
- Художник: Віктор Іванов

## Рок-групи, які звучать у фільмі
| - «Алиса» - «АукцЫон» - «АВИА» | - «Буратино» - «Кофе» - «Присутствие» |

## Технічні дані
- Тривалість фільму: 90 хв
- Мови фільму: російська
- Колір: кольоровий
- Тип зйомки: кіноплівка 35 мм.